# Epharmottomena plumbizonata
Epharmottomena plumbizonata là một loài bướm đêm trong họ Noctuidae.